# Rosas de Ouro
A Sociedade Rosas de Ouro é uma escola de samba da cidade de São Paulo, fundada em 1971, na Brasilândia, por José Luciano Tomás da Silva, Jorge Augusto de Andrade, João Roque "Cajé", José Benedito da Silva "Zelão", Hernane Basílio, Ronaldo Gomes e Eduardo Basílio, sendo o último, o presidente desde a fundação da escola até sua morte em outubro de 2003.
Seu nome foi inspirado numa condecoração instituída pelo Papa Gregório II em 730, para condecorar virtuosas princesas católicas, o buquê de Rosas de Ouro. Ela representa uma pequena roseira de ouro maciço. A flor dourada brilhando reflete a majestade de Cristo, com uma simbologia muito apropriada, já que os profetas o chamaram "a flor do campo e o lírio dos vales". Sua fragrância, de acordo com Leão XIII, "mostra o odor doce de Cristo que deve ser difundido extensamente por seus seguidores fiéis” (Acta, vol. VI, 104), e os espinhos e o matiz vermelho relembram a sua paixão".
Ao contrário do que alguns possam pensar, nada tem a ver com o bloco/cordão carioca Rosa de Ouro citado na famosa marchinha de Chiquinha Gonzaga. Foi campeã do Grupo Especial paulistano por oito vezes (1983, 1984, 1990, 1991, 1992, 1994, 2010 e 2025).

## História
A Rosas de Ouro desfilou pela primeira vez no carnaval de 1971, no atual Grupo 1 da UESP (na época Grupo 3), terminando em 9º lugar entre 10 escolas. Em 1972 terminou em quinto, vencendo finalmente o Grupo 3 em 1973. Em 1974, ganhou o Segundo Grupo e subiu para o Grupo 1 (atual Grupo Especial), em 1975. Em sua primeira aparição entre as grandes, ficou com o vice-campeonato.
Nos anos 80, a Rosas de Ouro mudou-se para a Freguesia do Ó, onde construiu sua quadra, considerada por muitos uma das mais modernas da cidade. Seus sambas, nos primeiros anos de existência, foram feitos pelo compositor Zeca da Casa Verde. Com o enredo "Nostalgia", último samba de Zeca da Casa Verde para a escola, a Rosas pela primeira vez tornou-se campeã do Grupo Especial, feito que voltaria a se repetir no ano seguinte e também em 1990, 1991, 1992 e 1994. A Rosas de Ouro mantém desde 1995, junto com a comunidade da Freguesia do Ó, projetos sociais voltados para crianças e idosos. Segundo o presidente Basílio, no bairro da Freguesia do Ó não existiam crianças nos semáforos, pois a escola havia tirado todas as crianças das ruas.
Em 2002, a Rosas de Ouro trouxe para avenida um enredo falando sobre o Pão. A escola veio cheia de esperança, pois comemorava seus 30 anos. O samba era leve e bem fácil de se pegar, porém a escola ficou em terceiro lugar atrás apenas de Camisa Verde e Branco (vice-campeã) e Gaviões da Fiel (campeã).
Em 2003, Eduardo Basílio foi homenageado pela escola, desfilando no primeiro carro num enredo que falava sobre o circuito das frutas. Este seria o seu último desfile, pois no mesmo ano o presidente adoeceu, falecendo em outubro. Sua filha, Angelina Basílio, assumiu o comando da agremiação e, desde então, vem comandando a escola.
A Rosas mantém a característica de fazer da cidade de São Paulo e seus personagens um tema recorrente em seus carnavais. O último foi em 2004, quando contou a história da capital paulista através de seus monumentos.
Em 2005, com um samba e um desfile aclamados pela crítica, a escola foi considerada uma das favoritas ao título, porém quem levou foi o Império de Casa Verde, que desfilou logo em seguida na madrugada de sexta para sábado. Naquele ano, um fato inusitado chamou muito a atenção dos componentes da escola e dos comentaristas da Rede Globo, que transmitiam o desfile: quando a escola entrou na avenida, já por volta do amanhecer, o céu ganhou tons de azul e rosa misturados entre si. Logo depois ganhou um tom dourado, cor secundária da escola. Devido a isso, 2005 é considerado por alguns de seus integrantes como o desfile mais marcante da história, apesar da colocação obtida, o sétimo lugar.
Já em 2006, trouxe um enredo forte e polêmico, falando sobre a diáspora africana e acabou em 5°, meio-ponto atrás da campeã Império de Casa Verde.
Em 2007, a escola faz um desfile considerado como tecnicamente perfeito, porém recebeu uma nota 9 no quesito Enredo, com isso, terminou em sexto lugar. Terminada a apuração, o jurado acabou confessando que a nota 9 foi um equivoco seu, já que a mesma acabaria sendo aplicada para a Pérola Negra. Não fosse essa nota, a Rosas terminaria em 2° lugar.
Em 2008, a agremiação veio com um enredo falando sobre o perfume de rosas terminando na 4º colocação, mas apenas a 0,25 da campeã Vai-Vai.Uma novidade levada pela escola nesse ano foi o perfume de rosas que sai de alguns carros alegóricos que perfumaram o Anhembi. A escola terminou tecnicamente empatada com a Unidos de Vila Maria,não fosse pelo desempate no quesito Harmonia a escola teria levado o terceiro lugar.
Em 2009, a escola estava há quinze anos sem um título, para que tal feito fosse realizado a escola resolveu retratar "A Fábrica dos Sonhos" que é o carnaval, homenageando o trabalho dos componentes de uma escola para preparar um desfile. O samba fazia menção indireta ao fundador e ex-presidente Eduardo Basílio. Com o desfile, a Rosas ficou com o terceiro lugar, sua melhor posição em sete anos.
Em 2010 a escola escolheu o cacau como tema de seu carnaval. Com o Carnaval supostamente patrocinado pela empresa Cacau Show, o samba escolhido possuía o refrão "Tá na boca do povo / O cacau é show...". A cerca de vinte dias do desfile, no entanto, segundo algumas fontes, por pressão da Rede Globo, a Rosas alterou a letra do samba para "O cacau chegou...". Com 270 pontos (pontuação máxima), foi a grande campeã do carnaval de São Paulo.
A Sociedade Rosas de Ouro no Carnaval de 2011 veio com o enredo: "Abra-te Sésamo: a senha da sorte!", de Jorge Freitas, o qual a escola trouxe muito luxo nas fantasias e alegorias com o acabamento impecável, apesar de terem reciclado maior parte das fantasias do carnaval anterior. Pecou na comissão de frente ao trazer seu coreógrafo principal fantasiado de pombo que, na opinião do público, críticos e até dos membros da escola, foi de muito mau gosto ganhando quatro notas 9,75, além disso faltou coreografia aos participantes da comissão que gritavam a todo instante uns aos outros informando as posições que deveriam ficar fazendo com que os "bailarinos" deixassem de cantar o samba enredo e isso contou ponto negativo para a evolução que ganhou uma nota 9,5 e uma nota 9,75. A comissão não foi o principal motivo para a escola ter ficado em 8° lugar no grupo especial mas, esperava-se mais da escola que, pela expectativa dos amantes do carnaval, viria brigar pelo bicampeonato.
No carnaval 2012, a Rosas de Ouro veio homenageando a Hungria e Roberto Justus, descendente de húngaros com o enredo "O Reino dos Justus". As alegorias e fantasias estavam excelentes, a comissão de frente muito bem ensaiada, maquiagens muito bem produzidas e com luxo muito aclamado pelo público além do acabamento impecável. O desfile técnico garantiu uma ótima colocação nas análises do público e da crítica, mas durante a apuração, um homem invadiu a área segura de apresentação das notas, roubou e rasgou as 2 últimas notas do quesito Comissão de Frente, impossibilitando a leitura e a divulgação do resultado oficial. Até aquele ano, as notas não possuíam cópias digitais. A LIGA decidiu após um longo dia de reuniões com os presidentes das escolas que a campeã seria a Mocidade Alegre, e Rosas ficaria com o vice-campeonato, mantendo o resultado da apuração até o momento do incidente. A diferença entre as duas melhores colocadas foi de 0,2 pontos.
Para 2013, a Rosas de Ouro veio com o enredo: "Os Condutores da Alegria, Numa Fantástica Viagem aos Reinos da Folia". O tema falou sobre as festas folclóricas ao redor do mundo e fez uma grande viagem aos quatro cantos do planeta. O desfile foi impecável, tanto que ela foi apontada como uma das favoritas ao título. A escola liderou grande parte da apuração, mas notas baixas nos quesitos Mestre-Sala e Porta-Bandeira e Enredo fizeram com que a escola ficasse em 2º lugar, com o mesmo número de pontos da Mocidade Alegre, porém perdendo no quesito de desempate.
Para 2014, a Rosas de Ouro fez uma viagem por instantes inesquecíveis que marcam a vida. Pessoas imprescindíveis, fatos marcantes, músicas e personagens que marcaram conquistas e momentos que se tornaram inesquecíveis como o nascimento, infância, casamento e maturidade serão representados. Antes do desfile, ainda na concentração, a escola encarou um temporal de granizo como nunca havia sido visto antes no sambódromo do Anhembi: "Eu ainda estou assustada, pois a gente tomou uma chuva de pedra na concentração. Mas deu tudo certo", disse a presidente, Angelina Basílio, à TV Globo. Apesar do belo desfile, a escola sofreu com problemas de evolução (alguns dizem que por conta do temporal) e ficou com o terceiro vice-campeonato seguido, perdendo novamente para a Mocidade Alegre.
Para 2015, a Rosas de Ouro levou para a Avenida o enredo "Depois da Tempestade... O Encanto!" contando as histórias dos contos de fadas que depois de encontrarem várias adversidades o final é sempre feliz, o enredo também foi inspirado na concentração do carnaval de 2014, já que a escola minutos antes de entrar na Avenida passou pela tempestade citada anteriormente. Mesmo fazendo um desfile empolgante e motivada a quebrar essa sequência de vice-campeonatos, a agremiação perdeu pontos nos quesitos Samba-Enredo e Mestre-Sala e Porta-Bandeira, garantindo o 3º lugar, ficando atrás apenas da vice-campeã Mocidade Alegre e da campeã Vai Vai. Depois do desfile, o carnavalesco Jorge Freitas encerrou sua passagem de oito anos na Rosas.
Para 2016, contratou o carnavalesco André Cezari e com o enredo "Arte à flor da pele. A minha história vai marcar você", a agremiação da Freguesia do Ó mostrou o costume de marcar a pele ao longo da história. Com um desfile sem o habitual luxo dos anos anteriores, problemas em evolução e com uma comissão de frente confusa a escola obteve a pior colocação da sua historia o  decimo primeiro lugar.  Depois de um ponto fora da curva ao longo das mais de quatro décadas de conquistas 
Para o ano de 2017 a Roseira contratou o carnavalesco André Machado e trouxe de volta o intérprete Royce do Cavaco. Veio com o tema "Convivium - Sente-se à mesa e saboreie", sobre a história dos banquetes na humanidade, desde os deuses do Egito Antigo e de Roma, até as reuniões religiosas e comemorações modernas. Embalada por seu enredo sobre a importância dos banquetes para o convívio das pessoas, com direito até a participação de sua presidente vestida de noiva (ela tinha acabado de se casar na concentração) em um dos carros, a Roseira fez um desfile compacto e com sofisticação, melhorando seu desempenho em relação ao ano anterior ficando em 5º lugar.
Em 2018 a Rosas de Ouro levou a vida dos caminhoneiros para o Anhembi com o enredo "Pelas estradas da vida, sonhos e aventuras de um herói brasileiro", sendo uma homenagem aos guerreiros que mantém o Brasil vivo, mostrando os desafios nas estradas e as dificuldades da profissão. Sendo muito criticada no pós-desfile devido a falhas na estética e na execução, acabou ficando em oitavo lugar ao final da apuração.
Para 2019 escolheu o enredo "Viva Hayastan!", o tema que fez uma homenagem ao povo armênio, promovendo um elo entre a história do país e a comunidade armênia que vive na capital paulista. Pra desenvolver o novo projeto montou uma comissão pra auxiliar o carnavalesco André Machado, a escola passou sem erros, num desfile bem técnico, que já vinha mostrando nos ensaios, pré-carnaval, resgatando o luxo que era costumeiro no Rosas, com muito uso das cores oficiais, rosa e azul. A escola também passou por dificuldades com o primeiro casal, pois, segundo ela, o helicóptero da Rede Globo, emissora oficial do evento, passou baixo causando uma ventania, atrapalhando a evolução do casal. A escola acabou em 3º lugar, voltando ao desfiles das campeãs, com um desfile de superação.
Em 2020, a Rosas de Ouro levou para avenida o enredo "Tempos Modernos", mais um trabalho do carnavalesco André Machado que narrava a história do mundo sob a ótima das revoluções industriais. Especialistas elogiaram o desfile, destacando o conjunto de fantasias e o chão sempre pesado da agremiação, mas na apuração conquistou um tímido 7º lugar. Após o carnaval, o carnavalesco André Machado foi desligado. No dia 12 de março, o Rosas de Ouro anunciou a contratação de Paulo Menezes, que no carnaval anterior realizou o desfile dos Gaviões da Fiel, em conjunto com Paulo Barros.
Para 2021, a Rosas anunciou o enredo "Sanitatem", de autoria do carnavalesco Paulo Menezes, que conta a história dos rituais de cura, desde os rituais espirituais indígenas e africanos até a ciência da medicina moderna, dando enfoque à tudo que os trabalhadores da saúde fizeram pela população na busca pelo tratamento dos sintomas causados pela doença e pela vacina contra o vírus da COVID-19.  Com o cancelamento dos desfiles de 2021 devido à pandemia de Covid-19, o enredo foi postergado para 2022. Na manhã de 24 de abril, a Rosas de Ouro pisou forte na avenida e fez uma apresentação elogiada que a credenciou como uma das favoritas ao campeonato. No entanto, contrariando as expectativas, o Rosas de Ouro terminou apenas com o 9º lugar.
Para 2023, o Rosas terá como enredo "Kindala! Que o amanhã não seja só um ontem com um novo nome", que abordará a luta, a força e as conquistas do povo negro através dos tempos. Posteriormente, a escola divulgou seu samba-enredo, optando por utilizar uma obra derrotada na disputa para o carnaval de 2006 composta por Arlindo Cruz, Fabiano Sorriso, Pedrinho Sem Braço, Paulinho Sampagode e Osmar Costa. Mesmo após um desfile elogiadíssimo, considerado como favorito às primeiras colocações, a escola terminou em 12° lugar.
Visando o carnaval de 2024, o Rosas promoveu mudanças, como a dispensa do intérprete Royce do Cavaco, encerrando sua segunda passagem pela agremiação, e a saída do mestre-sala Everson Sena. Para seus lugares chegaram, respectivamente, Carlos Júnior, egresso da Tucuruvi, e Uilian Cesário, ex-Mocidade Alegre. Posteriormente foi anunciado o enredo em homenagem aos 70 anos do Parque Ibirapuera, intitulado "Ibira 70", fazendo a escola retomar após duas décadas sua linha de temas exaltando a cidade de São Paulo. Após ficar num indigesto 11º lugar, a agremiação optou pelo desligamento de Paulo Menezes e anunciou dias depois a contratação de Fábio Ricardo, conhecido por seus desfiles na Grande Rio. 
Para o carnaval de 2025, o Rosas escolheu como enredo a história dos jogos e sua influência na humanidade. "Rosas de Ouro em uma grande jogada" foi desenvolvido por Fábio Ricardo e pelo enredista Roberto Vilaronga e conta sobre a arte de jogar e sua importância na sociedade desde os tempos mais antigos da humanidade. Especialistas elogiaram o desfile, classificando-o como "vibrante" e colocando a escola entre as favoritas ao campeonato. A Rosas de Ouro foi campeã, conquistando seu oitavo título no Grupo Especial e encerrando um jejum de 15 anos sem vitórias, ao alcançar 269,8 pontos, mesmo número de pontos da Acadêmicos do Tatuapé, vencendo o campeonato nos critérios de desempate - melhor desempenho no quesito Evolução. Este triunfo marcou o primeiro título do carnavalesco Fábio Ricardo na elite paulistana e a reafirmação do Rosas de Ouro como uma das escolas mais tradicionais do carnaval paulistano, consolidando sua posição entre as cinco maiores campeãs da história. 

## Segmentos

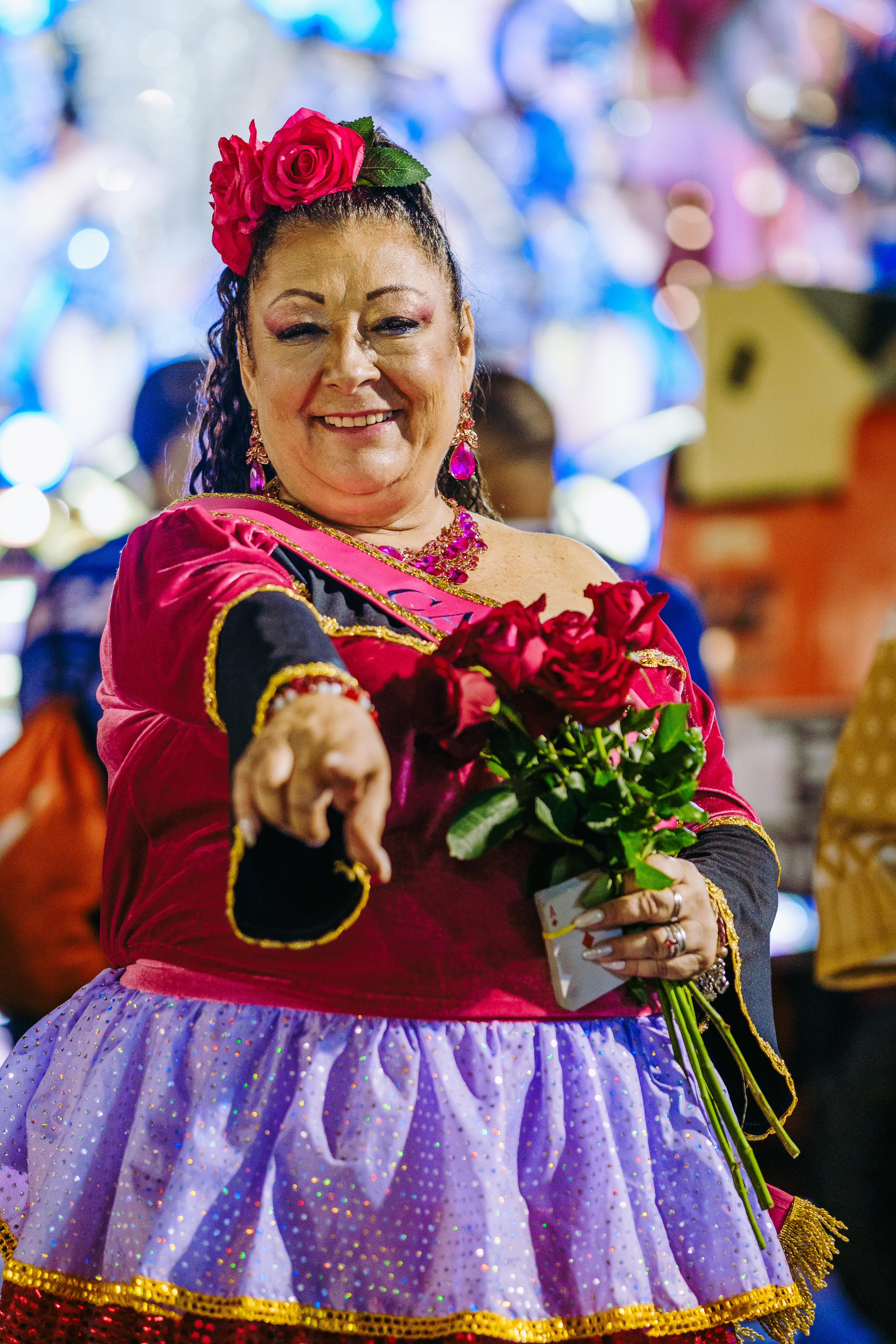
Presidente Angelina Basilio no Desfile das Campeãs em 2025

### Presidentes
| Nome             | Mandato           | Ref.   |
| ---------------- | ----------------- | ------ |
| Eduardo Basílio  | 1971 - 2003       | [ 16 ] |
| Angelina Basílio | 2004 - atualidade | [ 3 ]  |

### Presidente de Honra
| Nome                         | Mandato         | Ref. |
| ---------------------------- | --------------- | ---- |
| Eduardo Basílio (em memória) | 2003-atualidade |      |

### Intérpretes
| Carnavais  | Intérprete oficial            | Referências |
| ---------- | ----------------------------- | ----------- |
| 1977-1979  | Zeca da Casa Verde            | [ 2 ]       |
| 1980       | Tonicão                       |             |
| 1981       | Joel de Castro                |             |
| 1982       | Tonicão                       |             |
| 1983       | Royce do Cavaco               |             |
| 1984       | Vino Pequeno Polegar          |             |
| 1985-1994  | Royce do Cavaco               |             |
| 1995       | Edu da Rosas                  |             |
| 1996-1997  | Vino Pequeno Polegar e Canhão |             |
| 1998       | Carlão Manero                 |             |
| 1999       | Dom Marcos                    |             |
| 2000       | Quinho                        |             |
| 2001       | Polengue                      |             |
| 2002       | Polengue e Nilson Valentim    |             |
| 2003       | Polengue                      |             |
| 2004       | Dom Marcos                    |             |
| 2005       | Polengue                      | [ 17 ]      |
| 2006-2016  | Darlan Alves                  | [ 17 ]      |
| 2017-2023  | Royce do Cavaco               | [ 18 ]      |
| 2024-atual | Carlos Júnior                 | [ 19 ]      |

### Diretores
| Período     | Diretor de Carnaval                                            | Diretor de Harmonia                               | Ref.          |
| ----------- | -------------------------------------------------------------- | ------------------------------------------------- | ------------- |
| 2014-2018   | Alexandre Vicente                                              | João Roberto Dias                                 | [ 20 ] [ 21 ] |
| 2019        | Evandro do Rosas, Karla Priscilla, Leandro Lion e Victor Lebro | Bruno Amaral, Fernando Rosa, Julio Cesar Teixeira | [ 22 ]        |
| 2020        | Evandro do Rosas, Leandro Lion e Victor Lebro                  | Bruno Amaral, Fernando Rosa, Julio Cesar Teixeira | [ 23 ]        |
| 2021-2023   | Evandro do Rosas, Leandro Lion e Victor Lebro                  | Bruno Amaral e Fernando Rosa                      |               |
| 2024- atual | Evandro do Rosas, Leandro Lion e Victor Lebro                  | Bruno Amaral, Fernando Rosa e Dante Baptista      |               |

### Mestres de Bateria
| Período    | Nome                          | Ref. |
| ---------- | ----------------------------- | ---- |
| 1983-2006  | Mestre Zuca e Mestre Romildo  |      |
| 2007-2013  | Mestre Tornado                |      |
| 2004-atual | Mestre Rafa (Rafael Oliveira) |      |

### Coreógrafo da Comissão de Frente
| Período    | Nome                 | Ref.          |
| ---------- | -------------------- | ------------- |
| 2000-2013  | Júlio Cesar Teixeira | [ 24 ]        |
| 2014       | Crhis Rabello        |               |
| 2015       | Taiana Freitas       | [ 25 ]        |
| 2016       | Renee Rodrigues      |               |
| 2017-2018  | Oyama Queiroz        | [ 21 ]        |
| 2019-2024  | Helena Figueira      | [ 26 ] [ 23 ] |
| 2025-atual | Arthur Rozas         |               |

### Casal de Mestre-sala e Porta-bandeira
| Período    | Nome                               | Ref.          |
| ---------- | ---------------------------------- | ------------- |
| 1995-2001  | Ednei Mariano e Maria Gilsa        |               |
| 2005-2014  | Luis Butinhão e Sueli Costa        | [ 27 ]        |
| 2015       | André Guedes e Sueli Costa         |               |
| 2016-2018  | Marcos Eduardo e Isabel Casagrande | [ 21 ] [ 28 ] |
| 2019       | Edgar Carobina e Isabel Casagrande | [ 26 ]        |
| 2020-2023  | Everson Sena e Isabel Casagrande   | [ 23 ]        |
| 2024-atual | Uilian Cesário e Isabel Casagrande |               |

### Rainhas de Bateria
| Período    | Rainha de bateria              | Ref           |
| ---------- | ------------------------------ | ------------- |
| 1999-2003  | Bruna Ancheschi                |               |
| 2004       | Marcella Ferraz (Rainha Mirim) |               |
| 2005       | Adriane Galisteu               | [ 29 ]        |
| 2006       | Elaine de Abreu                |               |
| 2007-2019  | Ellen Rocche                   | [ 30 ] [ 31 ] |
| 2020-atual | Ana Beatriz Godói              | [ 31 ]        |

## Carnavais
| Ano  | Colocação | Grupo | Enredo | Carnavalesco | Ref.                 |
| ---- | --- | --- | --- | --- | -------------------- |
| 1971 | 9º lugar | 3 (terceira divisão)                                                                                                   | História de Vila Brasilândia | José Luciano Thomaz |                      |
| 1972 | 5° lugar | 3 (terceira divisão)                                                                                                   | Brasil de ontem, Brasil de hoje | José Luciano Thomaz |                      |
| 1973 | Campeã | 3 (terceira divisão)                                                                                                   | Formação étnica | Tereza Maria Azevedo e Neide Basílio                                                                                   |                      |
| 1974 | Campeã | 2 | Canta e conta os quatro cantos do Brasil | Tereza Maria Azevedo, Ivone Rezende e Neide Basílio                                                                    |                      |
| 1975 | Vice-campeã | 1 | A rua | Tereza Maria Azevedo, Ivone Rezende e Neide Basílio                                                                    |                      |
| 1976 | 3º lugar | 1 | Sete cidades encantadas | Hernane Basílio |                      |
| 1977 | 4º lugar | 1 | Ataulfo Alves, o poeta de Miraí | Edmundo Basílio |                      |
| 1978 | 4º lugar | 1 | Salamanca do Jarau | Eduardo Basílio |                      |
| 1979 | 6º lugar | 1 | Conversando com as flores | Hernane Basílio |                      |
| 1980 | 4º lugar | 1 | Tudo é Brasil | Viriato Ferreira |                      |
| 1981 | 5º lugar | 1 | Do caminho do mar à ilha do tesouro | Edmundo Basílio |                      |
| 1982 | 4º lugar | 1 | Ainá, no Reino de Baobá | Augusto de Oliveira |                      |
| 1983 | Campeã | 1 | Nostalgia | Augusto de Oliveira |                      |
| 1984 | Campeã | 1 | A velha academia berço dos heróis | Pedrinho Pinotti |                      |
| 1985 | 3º lugar | 1 | Uma boa ideia | Pedrinho Pinotti |                      |
| 1986 | 6º lugar | 1 | Cem anos depois | Carlos Alberto Colaboni                                                                                                |                      |
| 1987 | Vice-campeã | 1 | São Paulo, seu povo sua gente | Eduardo Basílio |                      |
| 1988 | 6º lugar | Especial | Carvalho, madeira de lei | Edmundo Basílio |                      |
| 1989 | 3º Lugar | Especial | Vera Cruz, a vedete dos anos 50 | Praxedes |                      |
| 1990 | Campeã | Especial | Até que enfim... "o Sábado" | Eduardo Basílio |                      |
| 1991 | Campeã | Especial | De Piloto de fogão a chefe da nação Compositores: Miltinho e João do Violão | Portinari e Raul Diniz                                                                                                 | [ 32 ]               |
| 1992 | Campeã | Especial | "Non Ducor Duco", qual é a minha cara? Compositores: João do Violão e Miltinho | Tito Arantes | [ 33 ]               |
| 1993 | 3º Lugar | Especial | É hoje... um dia de festa Compositores: Valdê Cambalhota, Lira Brasa, Bezerra Caxambú e Nestor | Tito Arantes | [ 34 ]               |
| 1994 | Campeã | Especial | Sapoti Compositores: Edson, Franco, Eric e Almir | Tito Arantes | [ 35 ]               |
| 1995 | Vice-campeã | Especial | Paixão nacional Compositores: Almir, Eric, Edson e Franco | Tito Arantes | [ 36 ]               |
| 1996 | Vice-campeã | Especial | Uma janela para o mundo Compositores: Márcio Paiva e Adalto Magalha | Tito Arantes | [ 37 ]               |
| 1997 | 4º lugar | Especial | São Paulo, capital mundial da gastronomia Compositores: Sant'Anna, Nei Melodia, Ademir e Ney do Cavaco | Neto e Mona | [ 38 ]               |
| 1998 | 6º lugar | Especial | Samba da garoa Compositores: Nei Melodia, Ademir, Ney do Cavaco, Xavier e Carlão Maneiro | Neto e Mona | [ 39 ]               |
| 1999 | 6º lugar | Especial | A "Divina Comédia" de um folião Compositores: Pezão, Ademir, Xavier e Nei Melodia | Raul Diniz | [ 40 ]               |
| 2000 | 3º lugar | Especial | Yes, nós temos mais que banana Compositores: Serginho, Rudney, Renatinho, Fofão, Paulinho Chiclete e Toninho 44                                                                                                 | Raul Diniz | [ 41 ]               |
| 2001 | Vice-campeã | Especial | Quem plantou o palco, hoje é o espetáculo Compositores: Xavier, Nei Melodia, Dom Marcos, Deolindo, Zé da União e Joãozinho S.A.                                                                                 | Raul Diniz | [ 42 ]               |
| 2002 | 3º lugar | Especial | O pão nosso de cada dia Compositores: Marcelo Dias, Gudi, Junior, Silas Augusto, Ricardinho e Baqueta | Raul Diniz | [ 43 ]               |
| 2003 | 6º lugar | Especial | No circuito das frutas - Tô de bem com a vida Compositores: Marcelo Dias, Gudi, Junior, Silas Augusto, Ricardinho e Baqueta                                                                                     | Raul Diniz | [ 44 ]               |
| 2004 | 5° lugar | Especial | Dos Campos de Piratininga à grande metrópole, a história da São Paulo em Monumentos Compositores: Ney Melodia, Xavier, Cris Vianna e Joãozinho S.A.                                                             | Fábio Borges | [ 45 ]               |
| 2005 | 7º lugar | Especial | Mar de Rosas Compositores: Emerson de Paula, Osmar Costa, Dema de Deus. | Fábio Borges |                      |
| 2006 | 5º lugar | Especial | A Diáspora africana. Um crime contra a Raça Humana Compositores: Marcelo Dias, Silas Augusto, Marcio Bueno, Ricardinho, Baqueta.                                                                                | Fábio Borges |                      |
| 2007 | 6º lugar | Especial | Tellus Matter. O cio da Terra Compositores: Marcelo Dias, Silas Augusto, Marcio Bueno, Ricardinho e Baqueta. | Fábio Borges |                      |
| 2008 | 4° lugar | Especial | Rosaessência, o eterno aroma Compositores: Marquinhos Bolt, João Osasco, Edvaldo, Marcelo Casa Nossa. | Jorge Freitas | [ 46 ]               |
| 2009 | 3º lugar | Especial | Bem-vindos à fábrica dos sonhos Compositores: Marquinho Sorriso, Mauricio Paiva, Armênio Poesia, Aquiles da Vila, Chanel e Fredy Viana.                                                                         | Jorge Freitas | [ 47 ]               |
| 2010 | Campeã | Especial | Cacau: um grão precioso que virou chocolate, e sem dúvida se transformou no melhor presente Compositores: Armênio da Vila, Aquiles Poesia, Chanel, Maurício Paiva, Marquinhos Boldrini e Freddy Viana.          | Jorge Freitas | [ 48 ]               |
| 2011 | 8º lugar | Especial | Abra-te Sesamo: a senha da sorte! Compositores: Armênio Poesia, Aquiles da Vila, Chanel, Maurício Paiva, Marquinhos Boldrini, Wagner Rodrigues e União.                                                         | Jorge Freitas | [ 49 ]               |
| 2012 | Vice-campeã | Especial | Hungria, o Reino dos Justus Compositores: Léo do Cavaco, Rogério Morgado, Leonardo Lima, Eric Lisboa, Luciano Godoi e Cleverson Japa.                                                                           | Jorge Freitas | [ 50 ]               |
| 2013 | Vice-campeã | Especial | Os condutores da alegria numa fantástica viagem aos Reinos da Folia Compositores: Armênio Poesia, Diego Poesia, Kadu, Wagner Rodrigues, Fredy Vianna e Cg.                                                      | Jorge Freitas | [ 51 ]               |
| 2014 | Vice-campeã | Especial | Inesquecível Compositores: Dr. João, Daniel Osmak, Thiago, Luccas, Luisão e Gabriel Lima. | Jorge Freitas | [ 52 ]               |
| 2015 | 3º lugar | Especial | Depois da tempestade... o encanto! Compositores: Armênio Poesia, Diego Poesia, Kadu, Leandro Oliveira, Wellington da Padaria e Xandinho Nocera.                                                                 | Jorge Freitas | [ 53 ]               |
| 2016 | 11° lugar | Especial | Arte à flor da pele. A minha história vai marcar você Compositores: Wellington da Padaria, Marcus Boldrini, Vaguinho, Fabiano Sorriso, Márcio André Filho, Rapha SP, Guiga Oliveira e Bolt Mascarenhas.         | André Cezari | [ 54 ] [ 55 ] [ 56 ] |
| 2017 | 5° lugar | Especial | Convivium. Sente-se à mesa e saboreie Compositores: Aquiles da Vila, Guiga Oliveira, Fabiano Sorriso, JC Castilho, Marcus Boldrini, Salgado Luz, Vaguinho e Rapha SP                                            | André Machado | [ 57 ] [ 58 ]        |
| 2018 | 8° lugar | Especial | Pelas estradas da vida, sonhos e aventuras de um herói brasileiro Compositores: Aquiles da Vila, Guiga Oliveira, Fabiano Sorriso, JC Castilho, Marcus Boldrini, Salgado Luz, Rafa Crepaldi, Rapha SP e Vaguinho | André Machado | [ 59 ]               |
| 2019 | 3° lugar | Especial | Viva Hayastan! Compositores: Didi Pinheiro, Rafael Pínah, Vinicius, Marcinho JK, Fernando de Paula e Bolt Mascarenhas                                                                                           | André Machado | [ 60 ]               |
| 2020 | 7º lugar | Especial | Tempos Modernos Compositores: Rapha SP, Aquiles da Vila, Vaguinho, Fabiano Sorriso, Rafa Crepaldi, Salgado Luz, JC Castilho, Guiga Oliveira, Leandro Flecha e Marcus Boldrini                                   | André Machado | [ 61 ] [ 23 ]        |
| 2021 | Inicialmente adiados para o mês de julho, os desfiles do Carnaval 2021 foram cancelados devido a pandemia de Covid-19. | Inicialmente adiados para o mês de julho, os desfiles do Carnaval 2021 foram cancelados devido a pandemia de Covid-19. | Inicialmente adiados para o mês de julho, os desfiles do Carnaval 2021 foram cancelados devido a pandemia de Covid-19.                                                                                          | Inicialmente adiados para o mês de julho, os desfiles do Carnaval 2021 foram cancelados devido a pandemia de Covid-19. | [ 62 ]               |
| 2022 | 9º lugar | Especial | Sanitatem Compositores: Godoi, Luciano Godoi, Diego Nicolau, André Ricardo, Marcelo Adnet, Douglas Chocolate, Jacopetti, Cacá Mascarenhas, Liso, Antonio Júnior, Hudson Luiz e Andréia Araújo.                  | Paulo Menezes | [ 63 ] [ 64 ]        |
| 2023 | 12º lugar | Especial | Kindala! Que o amanhã não seja só um ontem com um novo nome Compositores: Arlindo Cruz, Fabiano Sorriso, Pedrinho Sem Braço, Paulinho Sampagode e Osmar Costa.                                                  | Paulo Menezes | [ 65 ]               |
| 2024 | 11º lugar | Especial | Ibira 70 Compositores: Marcus Boldrini, Rapha SP e Vaguinho | Paulo Menezes | [ 66 ]               |
| 2025 | Campeã | Especial | Rosas de Ouro em uma Grande Jogada Compositores: Aquiles da Vila, Fabiano Sorriso, Salgado Luz, Leandro Flecha, Fábio Gonçalves, Fabian Juarez, Marcos Vinicius, Daniel, Wagner Forte e Biel.                   | Fábio Ricardo | [ 67 ] [ 68 ]        |
| 2026 | | Especial | Escrito nas Estrelas | Fábio Ricardo | [ 69 ]               |

## Títulos
| Títulos da Sociedade Rosas de Ouro | Títulos da Sociedade Rosas de Ouro | Títulos da Sociedade Rosas de Ouro | Títulos da Sociedade Rosas de Ouro              |
|                                    | Divisão                            | Total                              | Ano                                             |
| ---------------------------------- | ---------------------------------- | ---------------------------------- | ----------------------------------------------- |
|                                    | Grupo Especial                     | 8                                  | 1983, 1984, 1990, 1991, 1992, 1994, 2010 e 2025 |
|                                    | Grupo de Acesso                    | 1                                  | 1974                                            |
|                                    | Grupo 1 - UESP                     | 1                                  | 1973                                            |